# Військова музика
Військова музика — музичні твори та система виконавчих засобів, що служать цілям стройового навчання та патріотичного й естетичного виховання військ.

## Історія

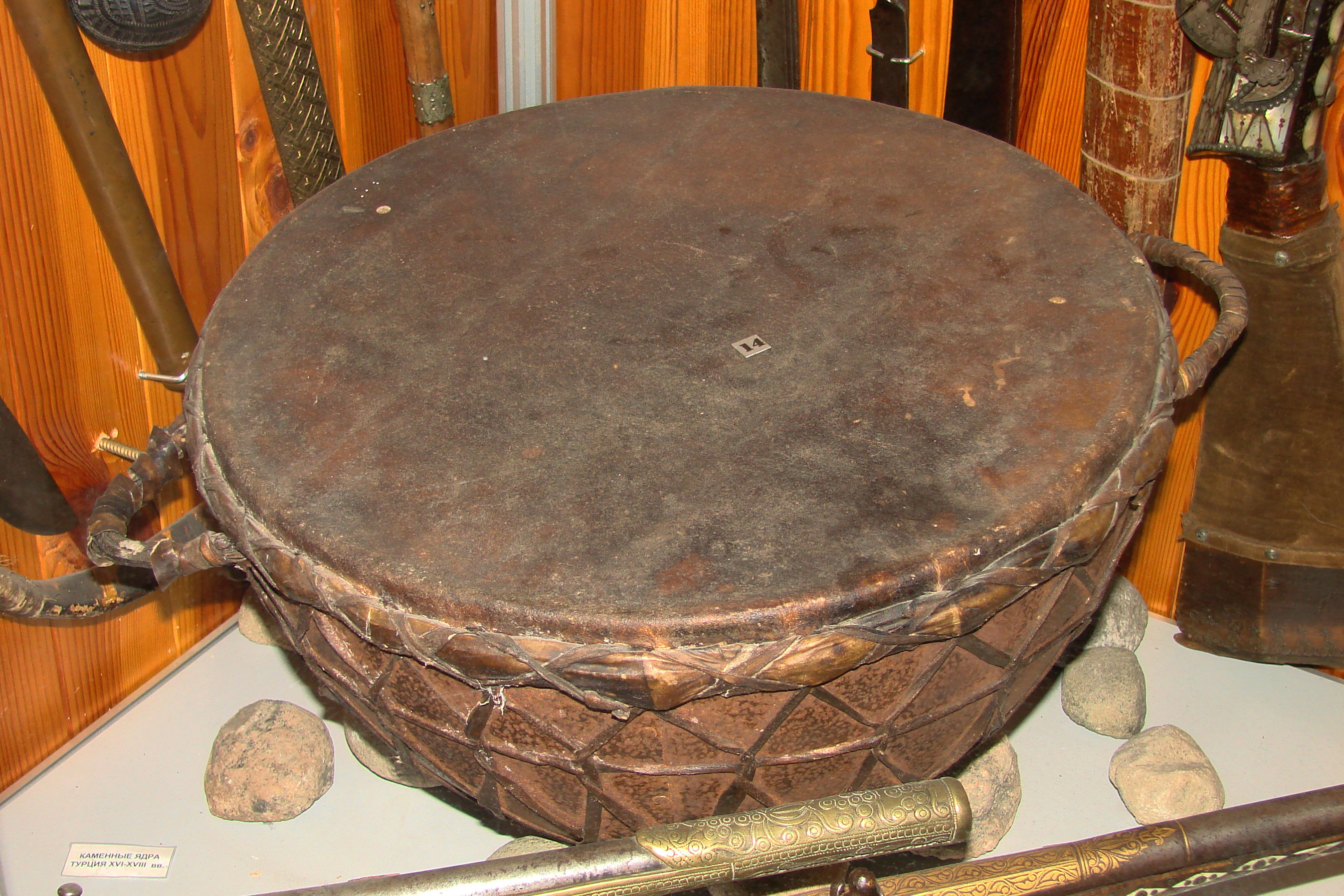
Україна, Запоріжжя. Музей історії зброї. Тулумбас

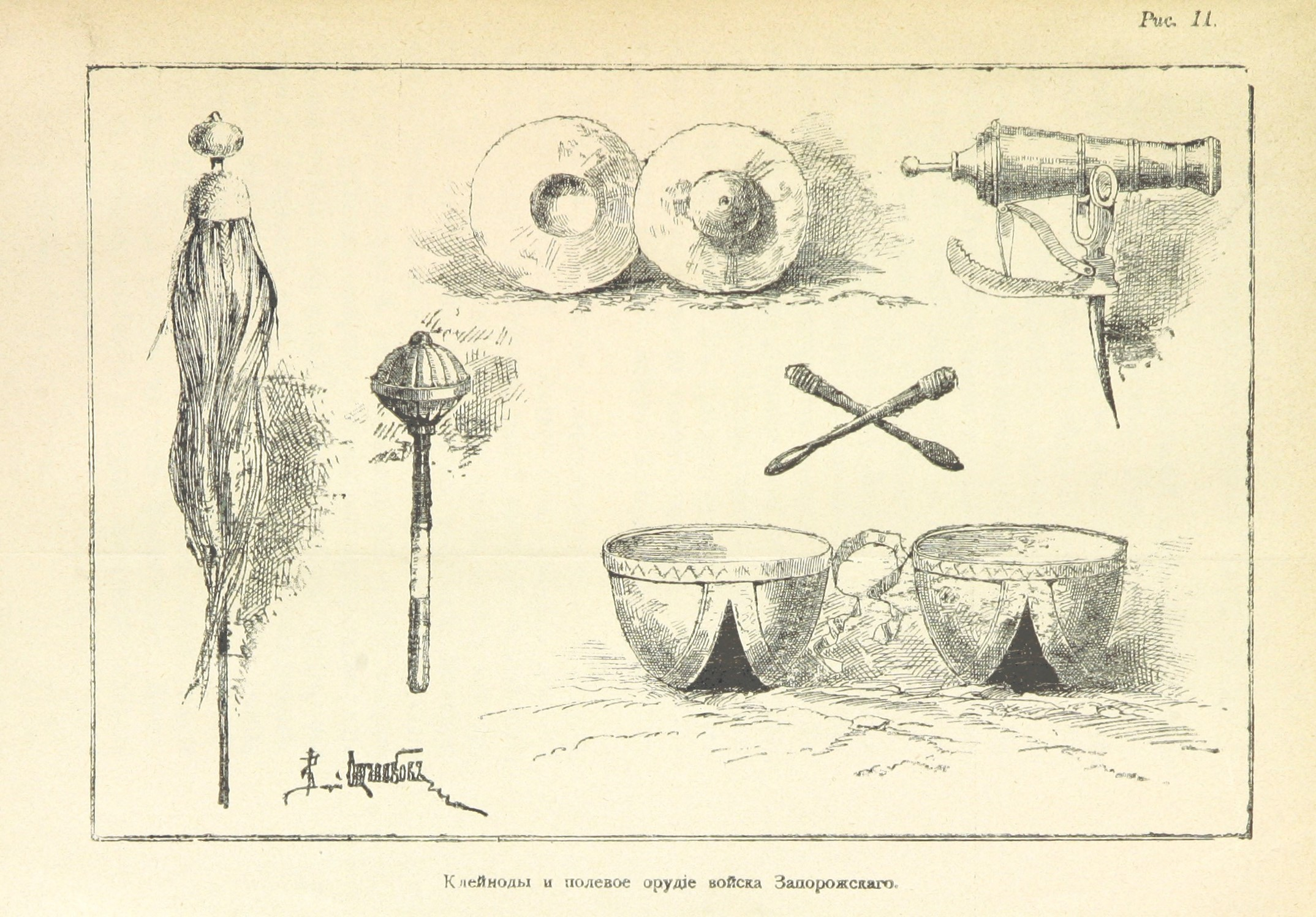
Литаври серед клейнод

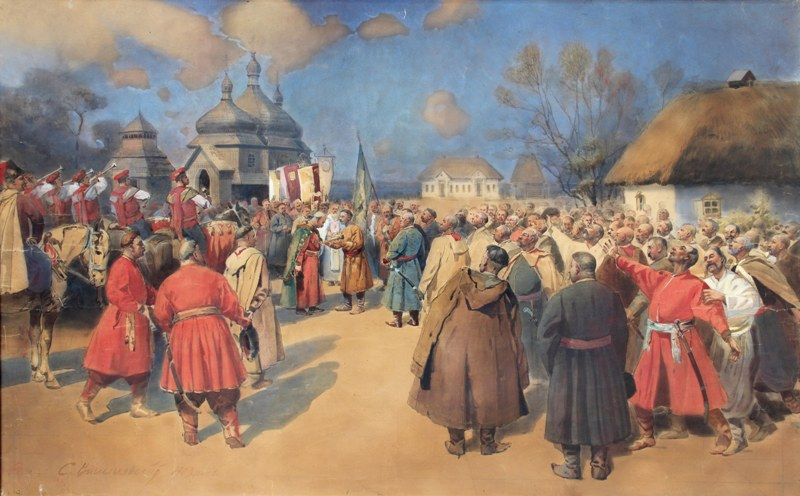
Сурмачі на картині С.Васильківського

Ще за часів Київській Русі наприкінці I тисячоліття труби, сопелі, накри, литаври, варгани, тулумбаси супроводжувала військові походи, звучали під час ритуалів посвячення у воїни, клятви на вірність князю, виходу у похід, зустрічі переможців, урочистої відправи загиблих у бою воїнів, а також славлення князя дружинниками.
Починаючи від XVI ст., українська національна військова музика пов'язана з козацтвом, насамперед із запорізьким військом. Невіддільна від військового побуту, вона поділялася на «ратну» (для військових походів, урочистих зустрічей послів), «генеральну» (існувала при гетьмані) та «полкову» музику (при кожному козацькому полку та полковому музичному цеху). Показово, що литаври, бубон, як і прапор, булава, бунчук та печатка, були знаками (клейнодами) гетьманської влади. Службова діяльність полкових козацьких оркестрів включала сигнальну службу та участь у церемоніалах. Відповідно до територіально-полкового устрою в Україні існувала мережа полкових військових музикантів. З музичних інструментів на той час використовували сурми — військові під віданням сурмача та литаври — військові клейноди полку, що знаходилися у довбиша (традиційно литаври були зображені на полковій печатці), також до військових музик належали трембачі, які грали на трубах та виконавці, які грали на пищалках.
З середини XVIII ст. до складу полкової військової музики були додані трубачі, валторністи та гобоїсти. Полкових музик очолював старший музика («отаман трубецький»), який теж був виконавцем, найчастіше — трембачем. За досліджень П. Житецького та Д. Багалія, до складу полкової музики XVII—XVIII ст. належав особливий тип військових кобзарів та бандуристів. Декілька таких виконавців згадуються в архівному документі Полтавської міської книги 1711 року: вони належали до військових музикантів Полтавського полку. Найчастіше бандуристами та кобзарями ставали ті козаки, що втрачали зір у боях або в полоні. Як зауважив Д. Багалій, сліпих виконавців (бандуристів, кобзарів, трубачів) офіційно приймали у полкову службу «в качестве музыкантов и выдавали им жалование наравне со зрячими».
За підтримки гетьманів та генеральної старшини впродовж XVIII ст. відбувалося впорядкування мережі полкових музик. За часів гетьманування П. Полуботка (1722—1724 рр.) було здійснено поіменний облік усіх полкових і сотенних військових «трубачів та музикантів» Лівобережжя України. У 1732 та 1744 рр., відповідно до «Генеральних определений»

| На полковие музики, с общего согласия Генералной старшини и полковников, определено во всяких полках быть трубачей по четире, сурмачей по два, довбушу по одному...[3] |
Компути та реєстри Лівобережних полків першої половини XVIII ст. зберегли кілька списків полкової старшини та служителів, у складі яких іменні списки полкових військових музикантів.
Їх служба тривала декілька, а іноді й десятки років. Відомо, що полкові музики перебували на умовах «заключеннаго з ними контракту», тобто діяла контрактна система.

## Жанри
До класичних жанрових різновидів, від часу прусської музичної школи, належать марші, вальси та оркестрові аранжування етнічних і класичних мелодій. Для Азії найбільш характерними є маршові похідні гункі. З часом їх структура стилістично змінювалася, зокрема пізніша американська школа, значно успадкувавши риси англійської, відрізняється наявністю джазових композицій та загальною «цирковою» стилістикою маршів започаткованих Джоном Соузою. Серед основоположників радянської військової музики зокрема Іванов-Радкевич та Семен Чернецький.

## Військові оркестри

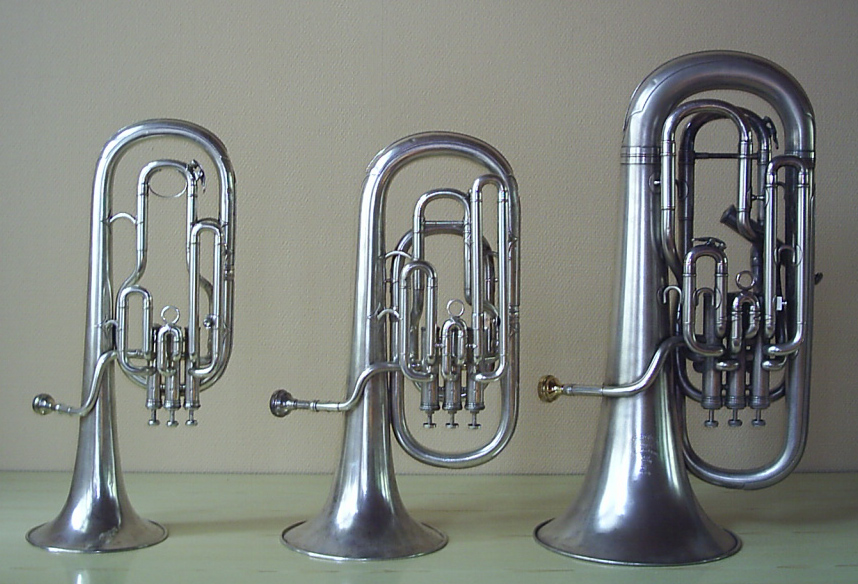
Зліва направо: альт, тенор та еуфоніум

Найстарішими військовими оркестрами світу вважаються турецькі (з XIII ст.).
Сучасні виконавчі колективи, як правило, поділені на військові оркестри та ансамблі армійської пісні та танцю.
Військовий оркестр — це штатний підрозділ військової частини, призначений засобами музичного мистецтва сприяти стройовому навчанню, підвищенню і підтриманню морально — бойового духу особового складу, культурно — естетичному та художньо — мистецькому вихованню, орієнтації на національні цінності.
Основою військових оркестрів є група мідних духових інструментів — саксгорнів. До її складу входять корнети in В, альти in Es, тенора та баритони in В, баси in Es і in В (у окремих в/о альти замінюють валторнами in Es). Крім того склад типового оркестру (середнього змішаного складу) доповнює група дерев'яних духових інструментів: флейта, кларнети in В, а також валторни in Es чи in F, труби in В, тромбони, ударні інструменти; малий і великий барабан та тарілки. До оркестру збільшеного складу окрім того додані гобої, фаготи, кларнет in Es, литаври, іноді саксофони та струнні контрабаси, а група валторн, труб та тромбонів представлена більшим числом інструментів.

## Фестивалі військової музики

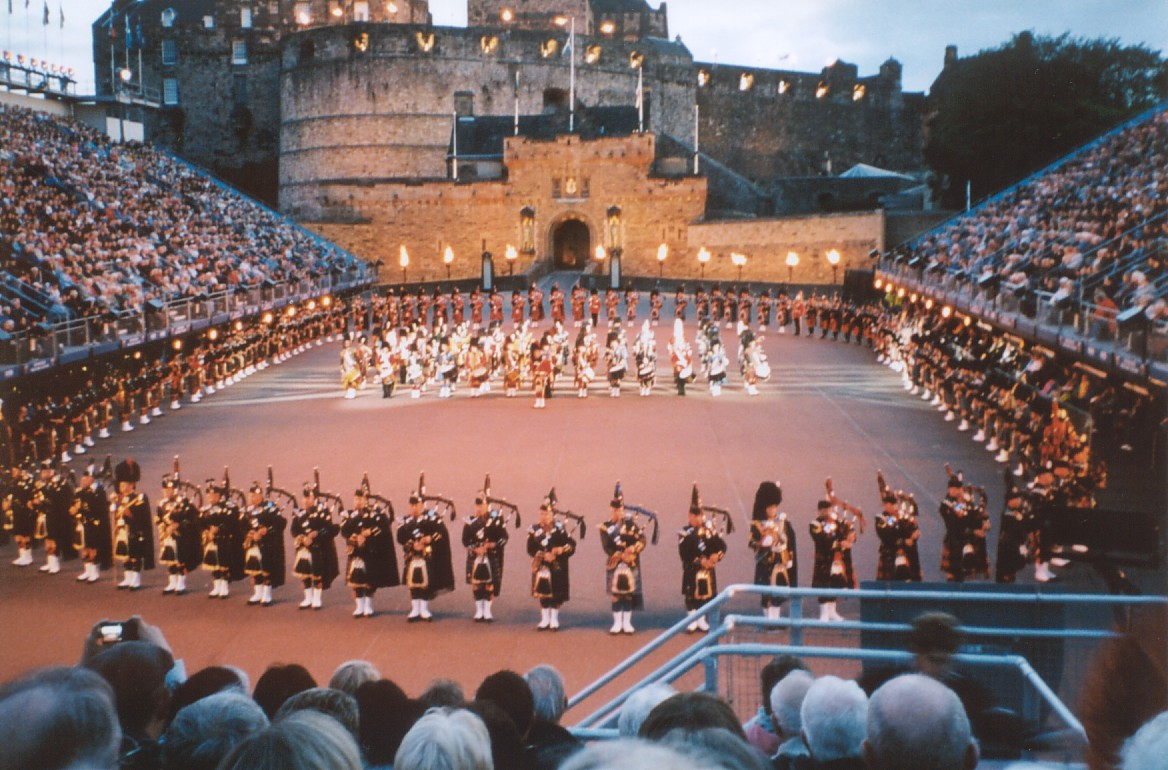
«Royal Edinburgh Military Tattoo» 2009 року

Ще у 1867 році Паризька всесвітня виставка запропонувала європейській спільноті величне шоу — перший міжнародний конкурс військових духових оркестрів. Більше ніж столітню історію має також Королівський турнір військових оркестрів у Лондоні — «Royal Tournament», також видовищним є Королівський церемоніальний парад «Trooping the Colour».
Втім засновником світової традиції проведення військових фестивалів став Единбурзький військовий фестиваль («Royal Edinburgh Military Tattoo»). З 1950 року цей фестиваль щорічно проводиться у столиці Шотландії під патронатом королівської сім'ї. Фестивалі військових оркестрів мають осяжну географію. В Україні найбільшим подібним фестом початку 2000-х були «Сурми України».